# Nilam Farooq

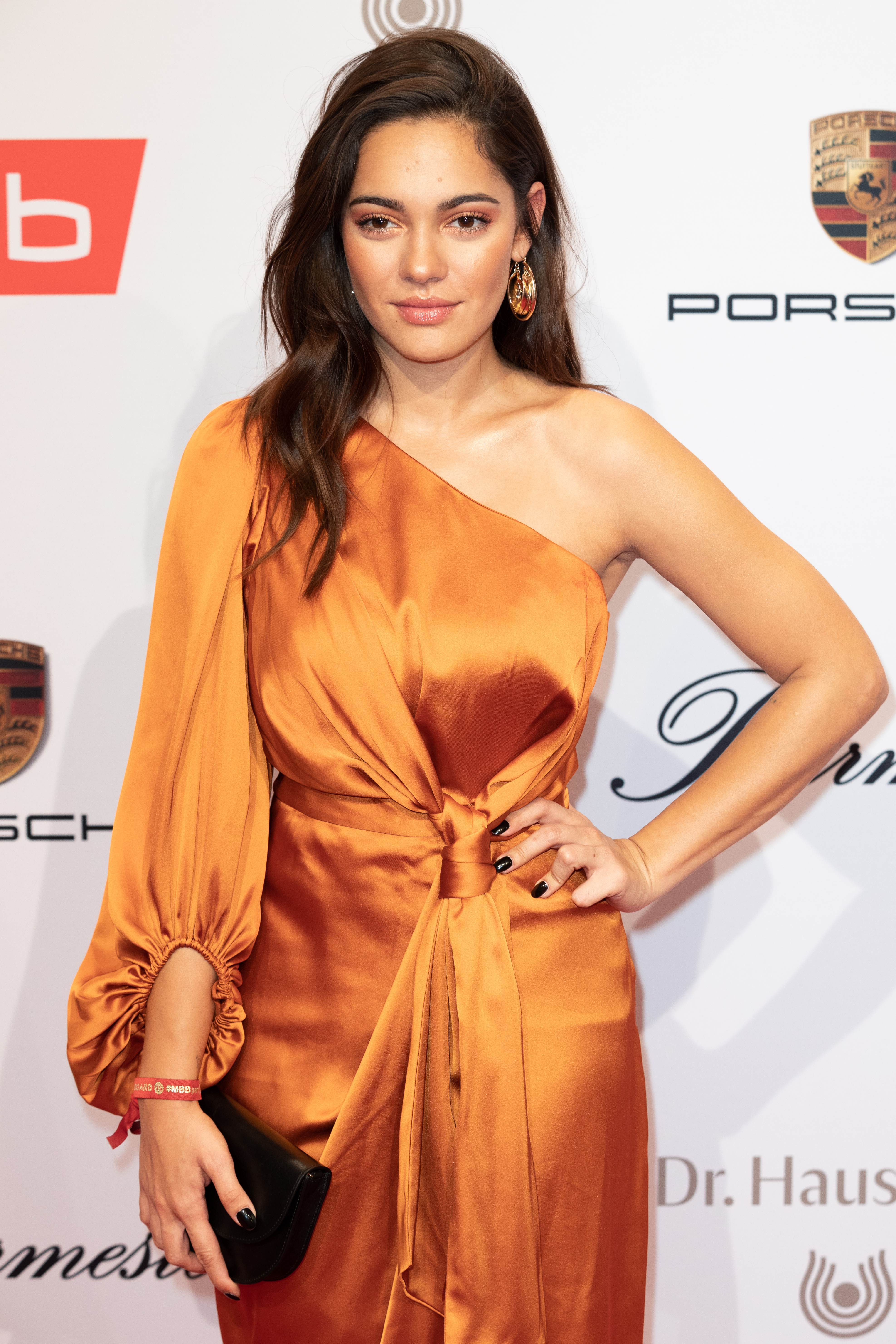
Nilam Farooq (Medienboard-Party 2019)

Nilam Farooq (ur. 26 września 1989 w Berlinie) – niemiecka aktorka i była youtuberka.

## Życiorys
Farooq jest córką Polki i Pakistańczyka. Zaczęła pracować w kawiarni w wieku 12 lat, a później próbowała swych sił w aktorstwie. Mając problemy ze zdobyciem ról, zaczęła montować taśmy demo. W 2009 zaczęła karierę na YouTube’ie, tworząc popularny blog. Przełom w karierze aktorskiej przyniosła jej rola w serialu SOKO Leipzig. W 2019 roku za rolę w Nawiedzonym szpitalu otrzymała nagrodę Jupiter dla najlepszej aktorki.

## Filmografia

### Filmy kinowe
- 2016: Allein gegen die Zeit – Der Film jako Lara
- 2017: Randka w ciemno z życiem (Mein Blind Date mit dem Leben) jako Sheela
- 2018: Nawiedzony szpital (Heilstätten) jako Betty
- 2018: Verpiss Dich, Schneewittchen jako Maryam
- 2019: Sweethearts jako Rita
- 2019: Rate Your Date jako Patricia
- 2020: Kontra[2] jako Naima Hamid
- 2021: Ja, ty, my, oni (Du Sie Er & Wir) jako Janina
- 2022: Eingeschlossene Gesellschaft jako Sara Schuster
- 2022: Beule jako Mia
- 2022: Freibad[2] jako Yasemin
- 2023: Manta Manta – Zwoter Teil jako Siri
- 2023: Ponyherz jako Gabi Grünklee
- 2023: Early Birds jako Anika
- 2023: 791 km jako Tiana
- 2023: Gdzie mieszka zło jako Maria

### Seriale (bez ról gościnnych)
- 2013–2019: SOKO Leipzig jako Olivia Fareedi (94 odcinki)
- 2024: Sygnał (Das Signal) jako Mira (miniserial, 4 odc.)
- 2024: Wo wir sind, ist oben jako Valerie Hazard (8 odc.)